# 鱗尾原鼠屬
鱗尾原鼠屬（学名：Juscelinomys），哺乳綱、囓齒目、倉鼠科的一屬，而與鱗尾原鼠屬（鱗尾原鼠）同科的動物尚有大長爪鼠屬（巴拉圭長爪鼠）、秘魯鼠屬（秘魯鼠）、巴拿馬鹿鼠屬（黃鹿鼠）、智利鼠屬（智利鼠）等之數種哺乳動物。

## 下属物种
本属包括以下物种：
- Juscelinomys candango Moojen, 1965
- Juscelinomys guaporensis Emmons, 1999
- Juscelinomys huanchacae Emmons, 1999
- Juscelinomys talpinus Winge, 1887
- Juscelinomys vulpinus (Winge, 1887)